# Elisabeth-Sophien-Koog
Elisabeth-Sophien-Koog é um município da Alemanha, localizado no distrito de Nordfriesland, estado de Schleswig-Holstein.